# Valery Carrick
Valery Williamovitch (Vassilievitch) Carrick (Валерий Вильямович (Васильевич) Каррик), né le 11/23 novembre 1869 à Saint-Pétersbourg et mort le 27 février 1943 à Oslo, est un écrivain pour la jeunesse, journaliste, illustrateur et caricaturiste russe d'origine britannique.

## Biographie
Valery Carrick est le fils d'un photographe d'origine écossaise, William Carrick, pionnier de la photographie en Russie, et de son épouse traductrice, Alexandra Carrick née  Markelova. Il est sujet britannique, mais passe la plus grande partie de sa vie en Russie. Il étudie à l'académie impériale des arts de 1882 à 1886. Il commence à être connu comme artiste et graphiste dans la seconde moitié des années 1890 et expose ses œuvres à partir de 1903 (Société des aquarellistes russes). En 1905-1906, il collabore aux journaux satiriques L'Épouvantail («Жупел») et Le Lutin («Леший»), puis devient correspondant du Bulletin des finances («Вестника финансов»).

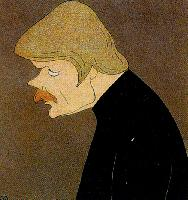
Caricature de Gorki par Carrick (revue «Леший», 1906)

Carrick est connu pour ses caricatures d'écrivains, d'hommes politiques et de personnalités russes éminentes, comme Maxime Gorki, Leonid Andreïev, Valeri Brioussov, Andreï Biély, Vladimir Korolenko, Alexandre Kouprine, le comte Witte, Piotr Stolypine, Vladimir Kokovtsov, Pavel Milioukov, Pierre Struve, Irakli Tsereteli, Fiodor Plevako, etc. Il connaît la notoriété à l'étranger avec sa caricature de l'empereur avec Tolstoï parue dans le journal anglais Manchester Guardian le 5 septembre 1908, ce qui lui vaut d'être arrêté pendant plusieurs semaines.
Il est engagé aussi dans la collecte, le traitement littéraire, l'illustration et la publication de contes de fées de différents peuples du monde, en particulier les Russes. Ses contes en images commencent à paraître en 1909 en Russie, 

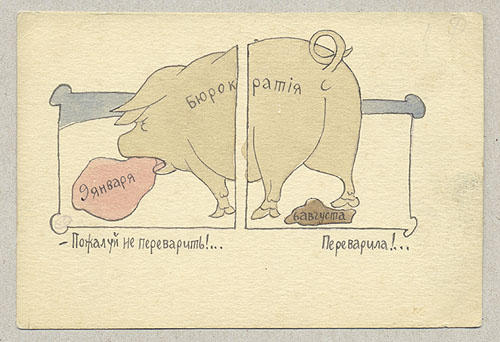
Cаrte postale représentant une caricature de Carrick sur la bureaucratie.

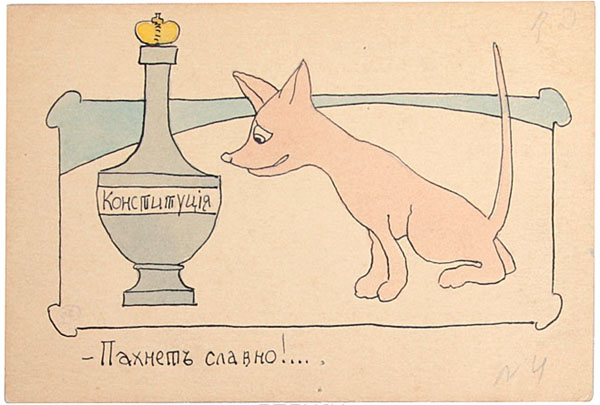
Carte postale de 1900 avec une caricature de Carrick.

Carrick est très favorable à la révolution de Février 1917 qui renverse le trône, mais il est opposé à la prise de pouvoir des bolchéviques et émigre en décembre 1917 en Norvège et s'installe avec son épouse Olga Mikhaïlovna à Hvalstad près d'Oslo.
Il prend part activement à la vie des Russes en émigration et publie dans des revues russes de l'étranger. Il écrit des articles sur la société et la politique, continue son travail de caricaturiste. Il est à l'initiative d'envoi d'aide humanitaire (Aide aux amis «Помощь друзьям») pour lutter contre la famine pendant la guerre civile russe. Dans les années 1920, il prend part à la collecte de fonds en faveur des savants russes à la demande de Gorki. Il fait paraître dès cette époque des livres de contes avec ses propres illustrations. Il déménage en 1926 à Kunstnerdalen (quartier d'Asker). Dans les années 1930, il est auteur et rédacteur du bulletin Le Lien («Связь»). Il correspond avec des émigrés russes dispersés aux quatre coins du monde, dont Alexandre Kouprine, le compositeur Serge Rachmaninov, le prince I. Chakhovskoï, Fiodor Stepoun, Pierre Struve, etc. Il voyage plusieurs fois en Europe en 1933-1936 dans le but de recueillir des éléments du folklore et de donner une série de conférences intitulées La vie du conte de fées.   
Valery Carrick meurt à Oslo et repose au cimetière d'Asker en Norvège.

## Livres publiés
- Сказки-картинки. — Типография Вольфа, 1912.
- Сказки-картинки. Про лисицу, сову и ворону. — Товарищество «Задруга», 1916.
- Лисица и дрозд. Сказки-картинки. — СПб.: Типография Вольфа, 1912.
- Сказки-картинки. Мена. — М.: Товарищество «Задруга», 1918.
- Колобок. Сказки-картинки. — М.: Государственное издательство, 1922.
- Кот Самсон. Сказки-картинки. — М.: Государственное издательство, 1922.
- Хромая уточка. Сказки-картинки. — М.: Государственное издательство, 1922.
- Кот в сапогах. — П.: Издание Е. Сияльской, 1930.

Illustrations de Carrick de contes populaires russes
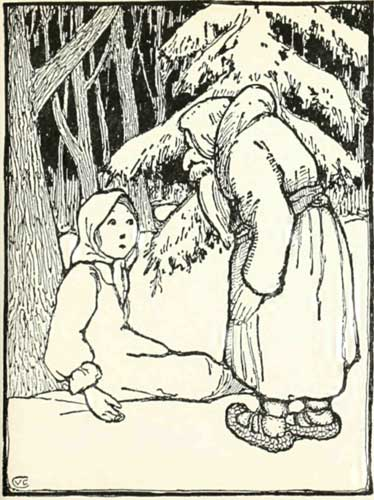
«Морозко» (Morozko)
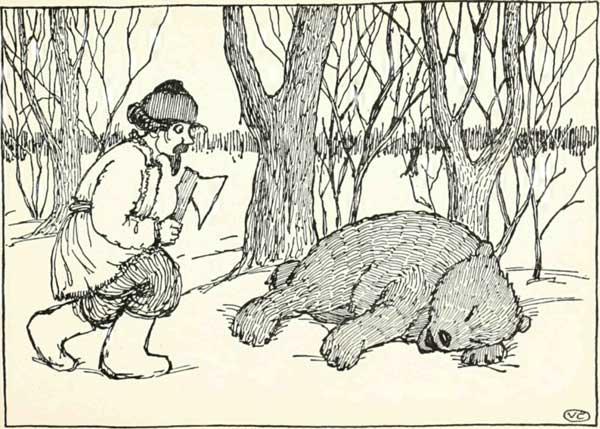
«Медвежья лапа» (La patte de l'ours)
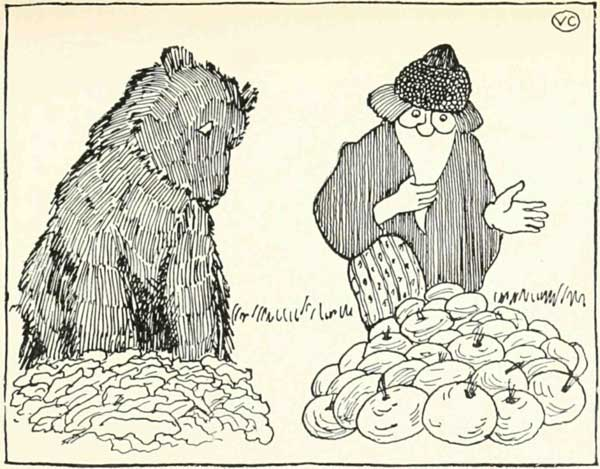
«Мужик и медведь» (Le moujik et l'ours)
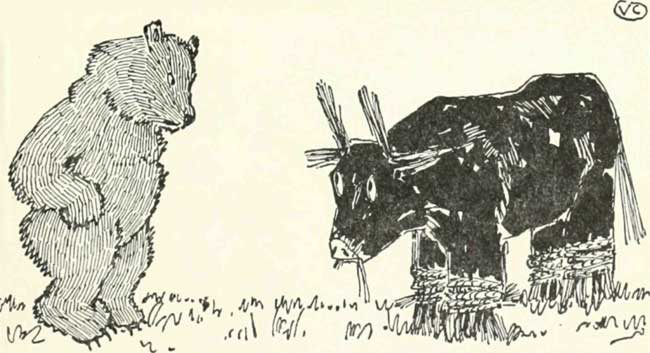
«Соломенный бычок» (Le bœuf de paille)